# Maisons-Laffitte
Maisons-Laffitte is een gemeente in Frankrijk. Het ligt op de linkeroever van de Seine, op 15 km ten noordwesten van de Eiffeltoren, in het stedelijke gebied van Parijs.
De oorspronkelijke naam van de plaats luidde Maisons en dat is nog steeds de gebruikelijke naam in de omgangstaal. Een hoge Parijse ambtenaar liet er in 1642 door François Mansart een kasteel bouwen, het Kasteel van Maisons-Laffitte. Bankier Jacques Laffitte verwierf het kasteel in 1818 en het landgoed eromheen, maar hij moest het landgoed vanwege financiële zorgen verkavelen. Toch werd zijn naam sindsdien aan die van de gemeente toegevoegd. Ten westen van Maisons-Laffitte, in de gemeente Saint-Germain-en-Laye, ligt een uitgestrekte bos, het Forêt de Saint-Germain-en-Laye. 
Er ligt station Maisons-Laffitte.
De film Dangerous Liaisons uit 1988 is voor een deel om het kasteel opgenomen.

## Kaart
De onderstaande kaart toont de ligging van Maisons-Laffitte met de belangrijkste infrastructuur en aangrenzende gemeenten.

## Demografie
Onderstaande figuur toont het verloop van het inwonertal, bron: INSEE-tellingen. 

## Geboren
- Jean Cocteau (1889-1963), dichter en romanschrijver
- René le Roy (1898-1985), fluitist
- Janine Kleykens (1925-1994), Belgisch-Franse textiel-designer
- Ghislaine Maxwell (1961), Brits ondernemer
- Yves Deroff (1978), voetballer
- Randy de Puniet (1981), motorcoureur
- Grégory Baugé (1985), Guadeloups baanwielrenner
- Coralie Lassource (1992), handbalster
- Philippe Jaroussky (1978), contratenor